# Khimaira

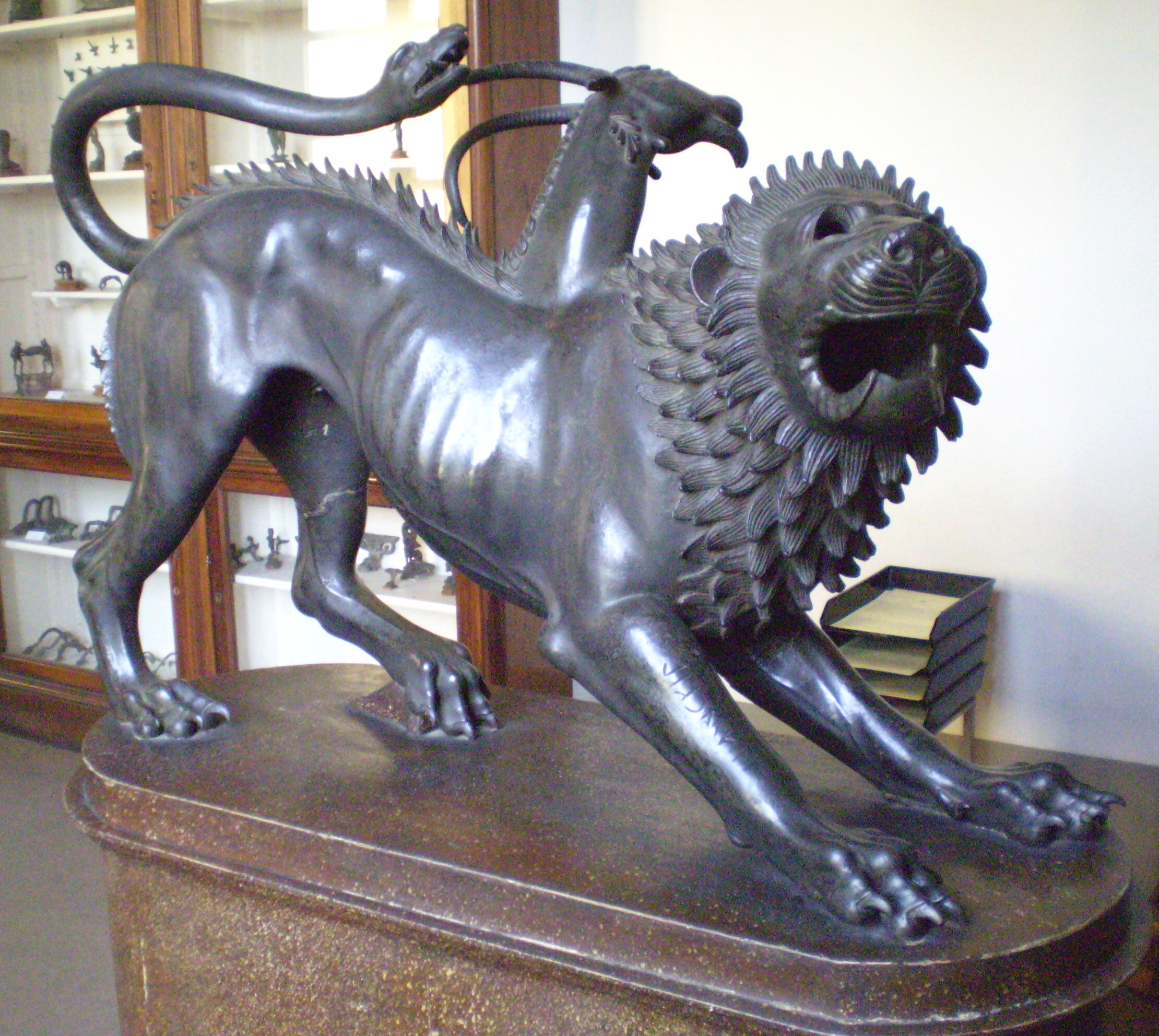
Khimaira etruszk ábrázolása, i. e. 400-ből

Khimaira (görög betűkkel Χίμαιρα, latinosan Chimaera) nőstény szörnyalak a görög mitológiában. Szülei Tüphón és Ekhidna, testvérei a Hüdra, Kerberosz és a Szphinx és talán a nemeai oroszlán. Három feje van: elöl oroszlán, középen (a hátán) kecske, hátul (farok helyett) kígyó (egyesek szerint sárkány), és lángokat okád. Úgy tartották, hogy megjelenése vihar, hajótörés, vulkánkitörés vagy más szerencsétlenség előjele.
Bellerophontész ölte meg; a jelenetet gyakran ábrázolták az ókori művészetben.